# Quercus gilva
Quercus gilva és una espècie de roure que pertany a la família de les fagàcies i està dins del subgènere Cyclobalanopsis, del gènere Quercus.

## Descripció
Quercus gilva és un arbre de fins a 30 m d'alçada amb branques densament pàl·lides de color marró ataronjat a estrellat tomentós. El pecíol fa entre 1 a 1,5 cm, és puberulent. El limbe de la fulla és oblanceolada a obovat-el·líptica, 6-12 × 2-3.5 cm, abaxialment marró pàl·lid estel·lat velutinós, base cuneada, marge apical 1/2 amb denticles curtes i simples, àpex acuminat; nervis secundaris a 11-18 a cada costat de la nervadura central, lleugerament elevada; nervis terciaris abaxialment fosques. Les inflorescències femenines d'1 cm, raquis i bràctees, tomentoses de color marró pàl·lid densament ataronjat. Normalment té 2 cúpules en forma de bol, de 6-8 mm × 1,1-1,5 cm, que tanca aproximadament 1/4 de la gla, a l'exterior i a l'interior és puberulent de color marró grisenc pàl·lid, la paret d'1 mm de gruix. Posseeixen bràctees en 6 o 7 anells, marge complet o denticulat. la gla és obovoide-el·lipsoide, 1,5-2 × 1-1,3 cm, àpex puberulent; cicatriu de 5-6 mm de diàmetre, lleugerament elevat; estil persistent, puberulent. Floreixen al maig i fructifiquen a l'octubre.

## Distribució i hàbitat
Quercus gilva creix al sud-est de la Xina, a les províncies de Fujian, Guangdong, Guizhou, Hunan i Zhejiang) i al Japó, Corea i Taiwan, als boscos muntanyencs perennifolis de fulla ampla entre els 300 i 1500 m.

## Taxonomia
Quercus gilva va ser descrita per Blume i publicat a Museum Botanicum 1(20): 306. 1850.
Etimologia
Quercus: nom genèric del llatí que designava igualment al roure i a l'alzina.
gilva: epítet